# Лифтёр

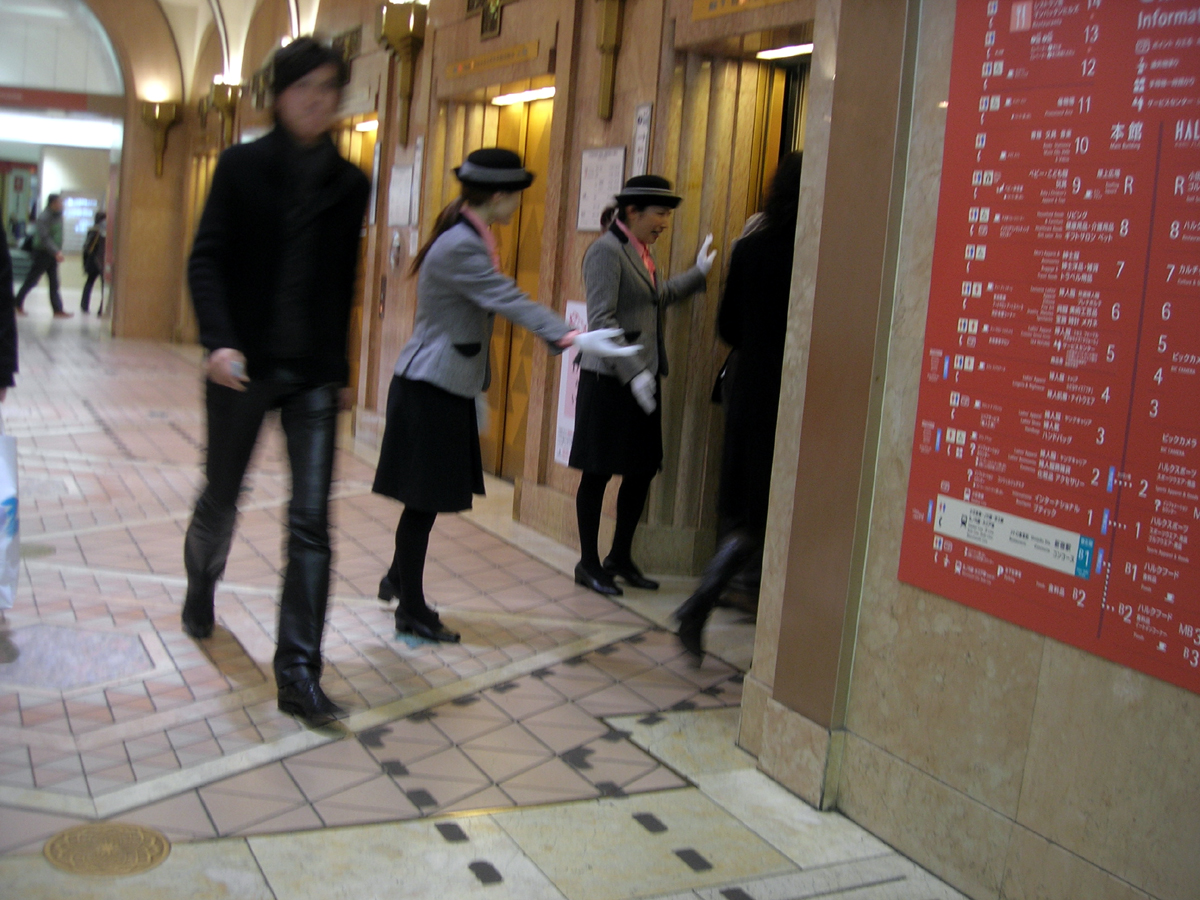
Женщины-лифтёрши в Японии

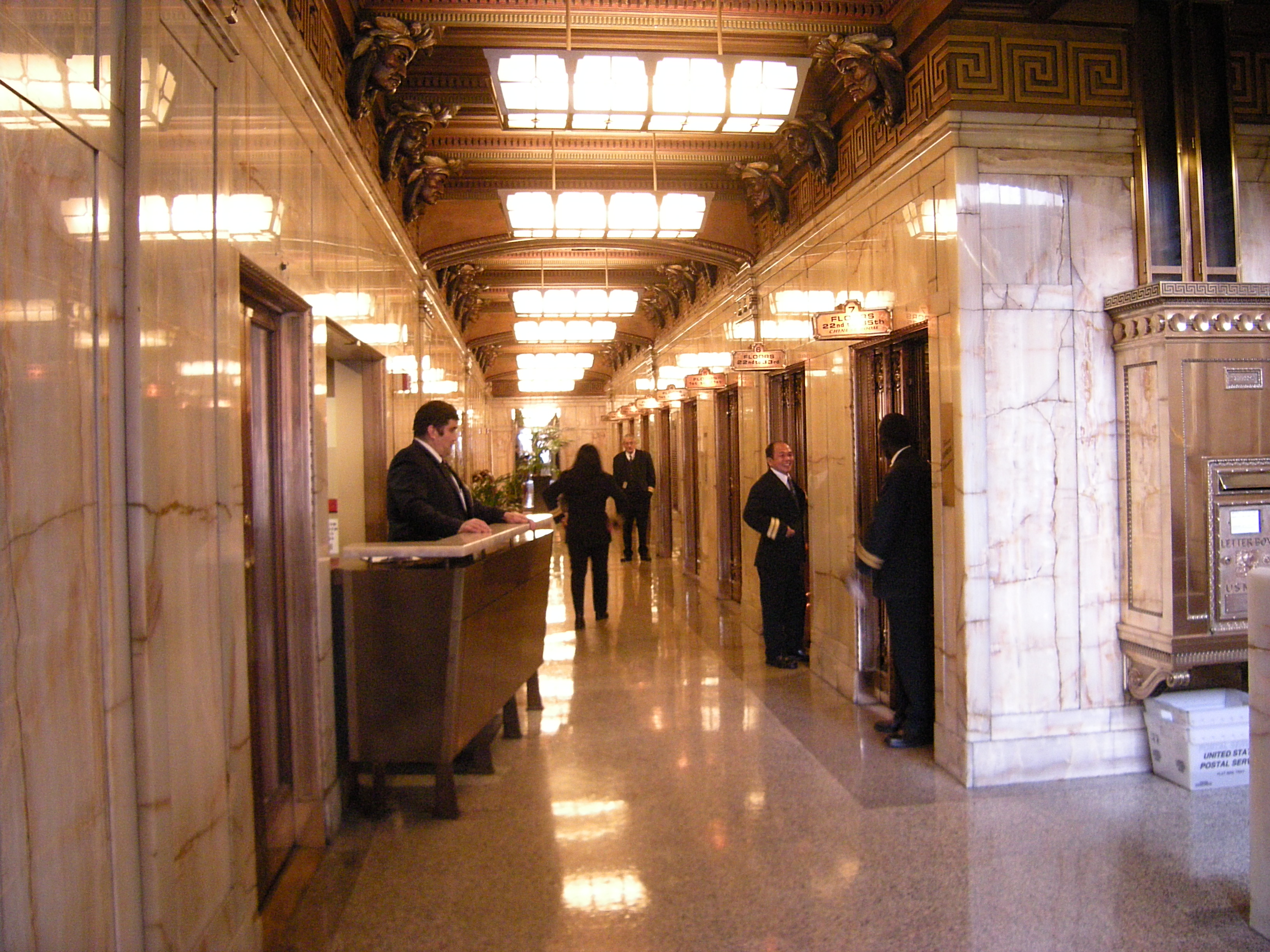
Лифтёры в небоскрёбе Вашингтона

Лифтёр (англ. elevator operator, lift attendant) — лицо, которое занимается не техническим обслуживанием лифтов, а только лишь осмотром оборудования и управлением. Он может проверять исправность лифта по установленному графику или непосредственно находиться внутри кабины и сопровождать пассажиров или перевозку грузов. Обучение и аттестация лифтёров проводятся в профессиональных учебных заведениях или других организациях. Ремонтом и обслуживанием лифтов занимается электромеханик по лифтам.
В 2009 году самой прибыльной среди рабочих профессий в США журнал «Форбс» (Forbes) назвал профессию лифтёра-механика (электромеханик по лифтам). Средний заработок такого специалиста составлял 67 750 долларов в год.
Лифтёр больничного и (или) грузового лифта обязан:
- постоянно находиться в кабине лифта при её подъёме или спуске и направлять кабину к месту вызова или месту погрузки (разгрузки),
- во время загрузки (разгрузки) кабины следить за равномерностью загрузки, креплением груза и не допускать перегрузки, а также одновременной перевозки груза и людей (кроме сопровождающих перевозку),
- на лифтах, кабина которых оборудована раздвижными дверями, следить, чтобы люди, находящиеся в кабине, не прислонялись к двери и не держались за неё руками,
- не допускать к управлению лифтом посторонних лиц.

Раньше ручные лифты часто управлялись большим рычагом, и лифтёр должен был регулировать скорость лифта.